# Susana dos Santos Herrmann

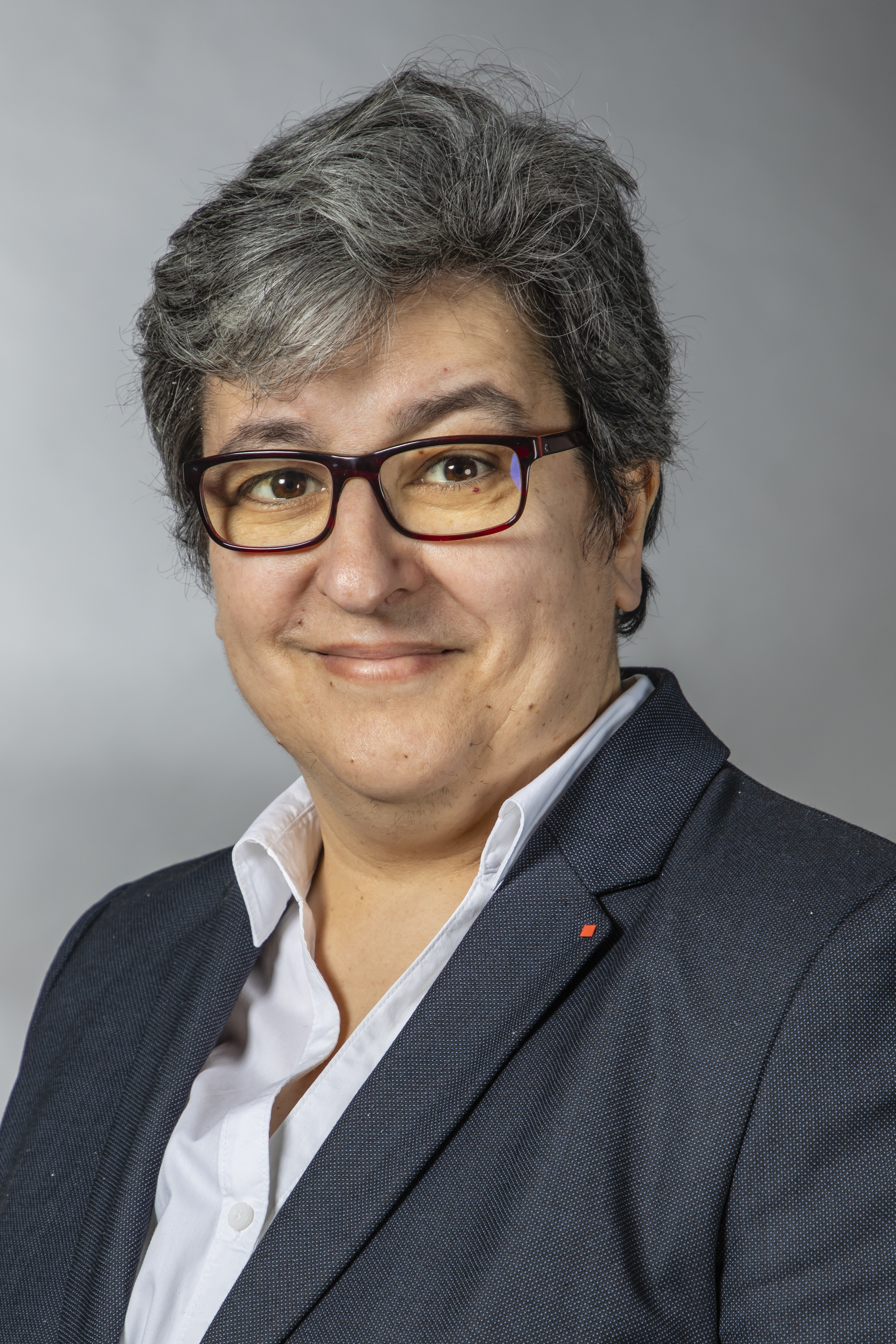
Susana dos Santos Herrmann (2019)

Susana dos Santos Herrmann  (* 13. Mai 1968 in Kempen) ist eine deutsche Politikerin (SPD). Von 2017 bis 2022 war sie Abgeordnete des Landtags Nordrhein-Westfalen.

## Werdegang
Susana dos Santos wuchs als Kind portugiesischer Eltern auf. Sie besuchte bis 1982 die Schule in Deutschland und lebte dann bis 1987 in Portugal. Zum Studium der Geschichte und Soziologie an der Universität zu Köln kehrte sie 1987 nach Deutschland zurück und schloss als Magister ab. Nach einem Volontariat war sie in der Öffentlichkeitsarbeit tätig.

## Politik
Dos Santos trat 1990 in die SPD ein. Dem Rat der Stadt Köln gehörte sie von 2004 bis 2017 an, ab 2009 als stellvertretende Fraktionsvorsitzende. Bei der Landtagswahl in Nordrhein-Westfalen 2017 erhielt sie das Direktmandat im Landtagswahlkreis Köln VI. Nach der Landtagswahl 2022 schied sie wieder aus dem Landtag aus.
Nach ihrem Einzug in den Landtag von Nordrhein-Westfalen legte dos Santos Herrmann nach 13-jähriger Tätigkeit ihr Kölner Stadtratsmandat am 9. Oktober 2017 nieder. Ende 2020 wurde sie zur Vorsitzenden des Aufsichtsrats der Häfen und Güterverkehr Köln AG (HGK) gewählt. Am 26. Mai 2025 trat sie während einer Sitzung des Aufsichtsgremiums mit sofortiger Wirkung zurück, nachdem der von ihr favorisierte Kandidat für den Vorstandsvorsitz durchgefallen war.
Am 6. März 2021 wurde sie zu einem der 30 Beisitzer im Landesvorstand der NRW-SPD gewählt.